# Њурци
„Њурци” је југословенски ТВ филм из 1974. године. Режирао га је Владимир Момчиловић а сценарио је написао Гордан Михић.

## Улоге
| Глумац         | Улога |
| -------------- | ----- |
| Милена Дравић  |       |
| Драган Николић |       |
| Стево Жигон    |       |